# موزه تاریخ طبیعی همدان

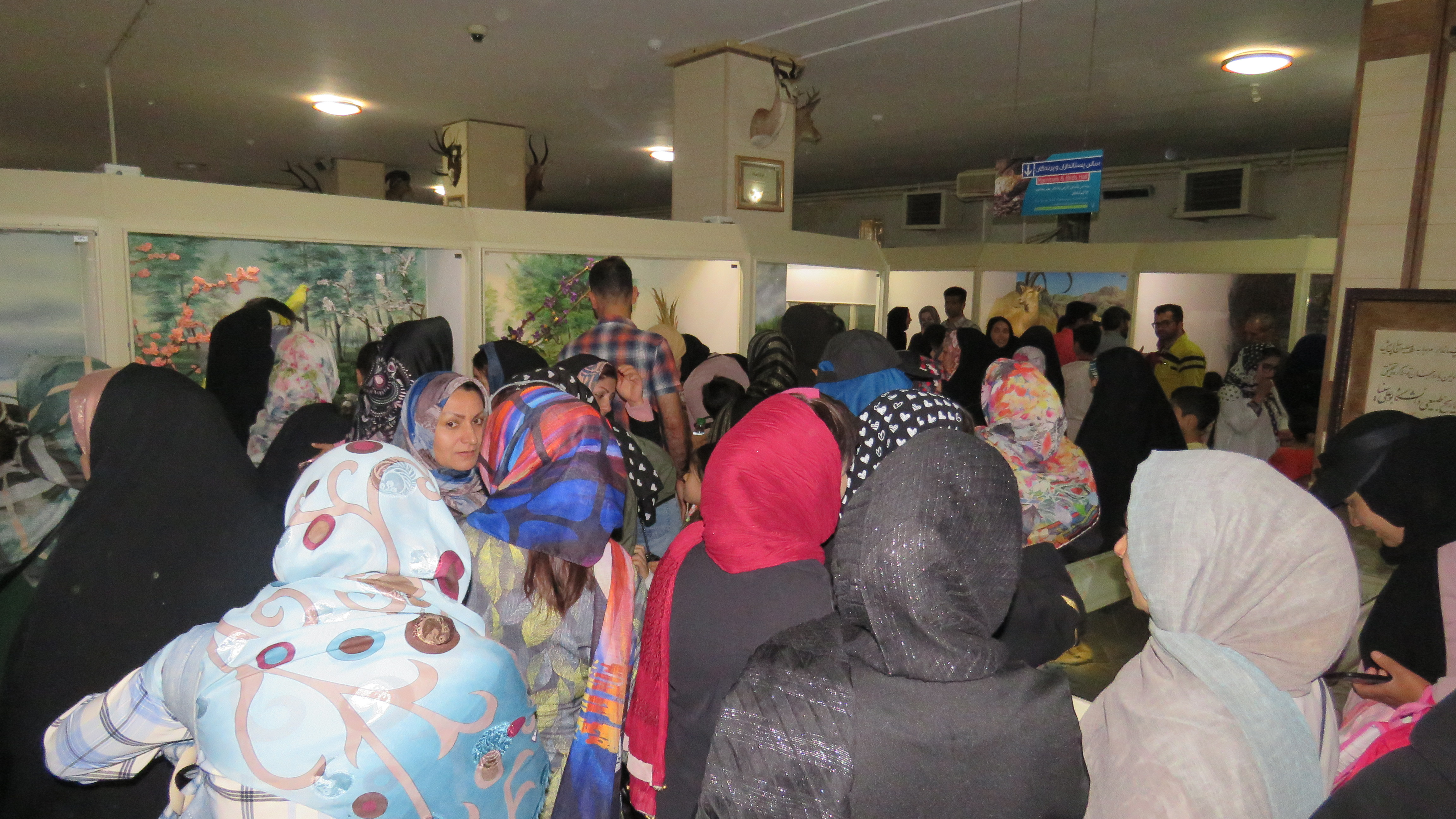

موزه تاریخ طبیعی همدان در دانشگاه کشاورزی دانشگاه بوعلی‌سینا، در انتهای چهارباغ آزادگان در شهر همدان، در زیر بنای تقریبی ۲۰۰۰ مترمربع واقع است.
مجموعه‌ای کم‌نظیر از نمونه انواع گونه‌های حیوانی، گیاهی و طبیعی اقلیم ایران و اقصی نقاط کره خاکی است که تماشای آن ذهن هر بیننده‌ای را به گذشته و حال اعماق آب‌ها و فراز خاک‌ها می‌کشاند. در لابه‌لای این مجموعه اعجاب‌انگیز که هم‌اینک به عنوان یکی از گران‌بهاترین سرمایه‌های ملی و بستری برای مطالعات دانش پژوهان و اهل تحقیق شناخته شده‌است، هزاران نمونهٔ زنده، سنگواره و تاکسی درمی شده از گونه‌های گیاهی پستانداران، پرندگان، خزندگان، حشرات و آبزیان به شیوه‌های مدرن و علمی نگهداری می‌شود.
بنیان موزه تاریخ طبیعی در همدان سال ۱۳۵۱به همت انسانی علاقه‌مند و سخت کوش و چند تن از دبیران دبیرستان و اساتید دانشگاه در سالن کوچک و محدود در گوشه‌ای از دبیرستان موسوم به پهلوی آن زمان گذاشته شده‌است.
این موزه هم‌اینک در چند تالار مجهز و آراسته به وسعت ۲۰۰۰ مترمربع به چند فضای مناسب برای مطالعه، سالن سخنرانی و کتابخانه تخصصی در دانشکده کشاورزی دانشگاه بوعلی‌سینا مجهز است.
از موزه تاریخ طبیعی همدان روزانه حدود ۳۰۰نفر از دوست داران مظاهر طبیعت وحشی، اهل تحقیق و پژوهشگران از سراسر ایران دیدن می‌کنند.
این موزه، در راستای تأمین اهداف علمی، آموزشی و پژوهشی و معرفی بیش از پیش تاریخ طبیعی ایران و دیگر بلاد، به همت مرحوم دکتر «علی اقبالی» رئیس وقت مدرسه عالی کشاورزی همدان، در سال ۱۳۵۱ شمسی در بنایی ۶۰ مترمربعی تأسیس و پس از آن با مدیریت «جعفر محمد علیزاده» تا پایان دهه هشتاد شمسی توسعه فراوانی یافته‌است و اکثر نمونه‌ها با همت ایشان و دانشجویان علاقه‌مند جمع‌آوری شده‌است.؛ و در سال 1391 شمسی نیز با مدیریت (دکتر فرشاد مسعودیان) بخشهای عمده ای از تاسیسات، محوطه هاو امکانات جنبی آن تعبیه و بازسازی شد، همچنین به همت ایشان برخی از نمونه ها و دیوراما های آسیب دیده در این موزه جایگزین، مرمت و بازسازی شده.
```
سالن نخست این موزه، سالن خلیج فارس است که در آن انواع دو کفه ایها، گاستروپودها، حلزونها، سخت پوستان، مرجان‌ها و اسفنج‌های خلیج فارس نگهداری می‌شود و علاوه بر آن از مجموعه‌های خارجی بخشی نیز به نمونه‌های ایرانی ملحق شده که جمع این دو مجموعه خارجی و ایرانی بهترین کلکسیون صدف‌های ایران موجود در موزه است.
```

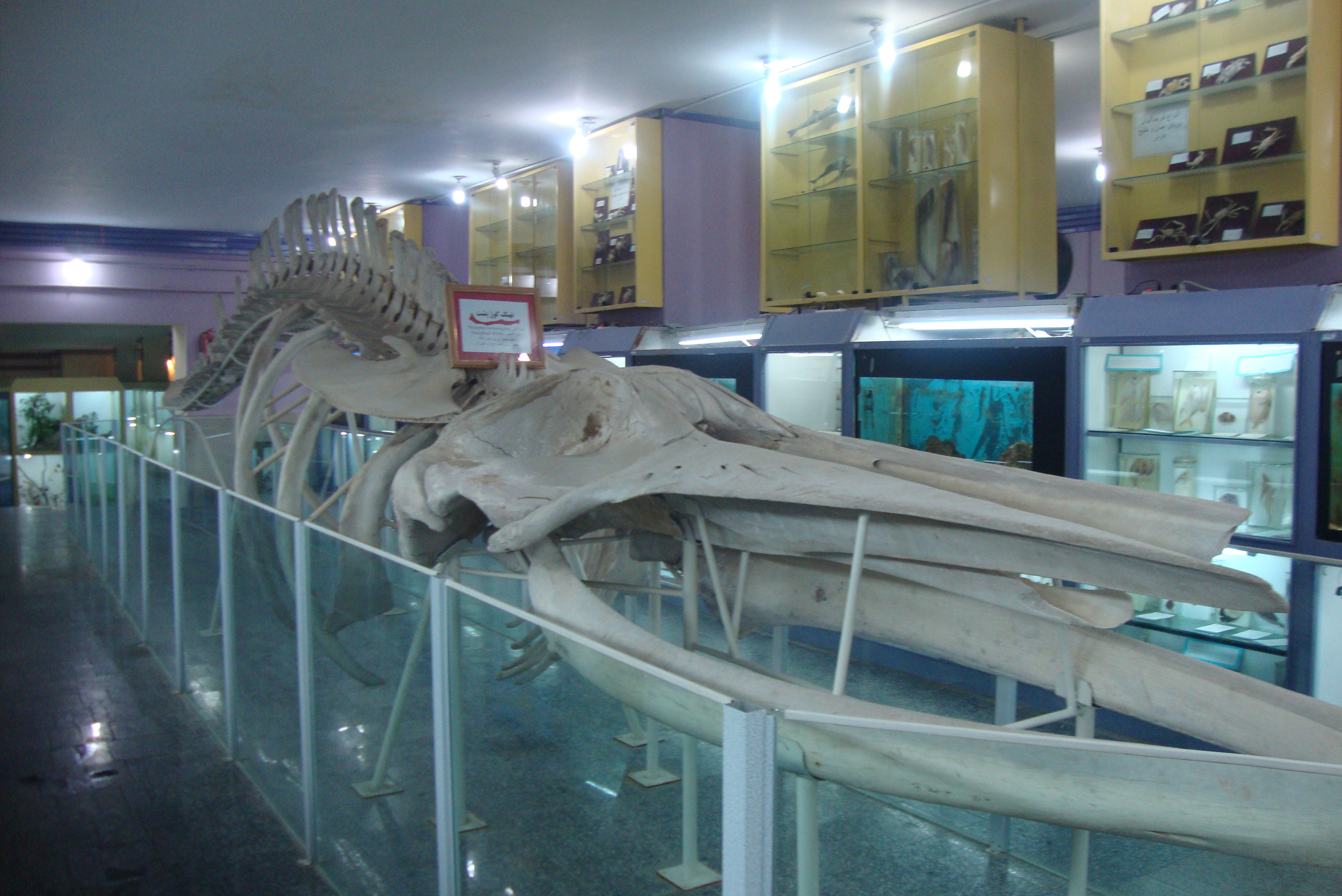
سالن ماهی‌ها

سالن دوم نیز به سالن حشرات اختصاص دارد و در آن زیباترین پروانه‌های دنیا و ایران و حشرات متنوع جا داده شده‌است.
سالن سوم مخصوص پستانداران و پرندگان است و مجموعه پرنده‌ها و پستانداران ایران که خود از ارزش و اعتبار ویژه‌ای برخوردارند در این سالن قرار داده شده‌است.
سالن چهارم، سالن آبزیان، خزندگان و دوزیستان است که در آن مجموعه عظیمی از آبزیان که شامل ماهی‌های استان، ماهی‌های دریای خزر، ماهیان خلیج فارس و دریای عمان، انواع خزندگان، انواع دوزیستان و آکواریوم‌هایی جلوه‌های زیباست خودنمایی می‌کند.
در سالن پنجم سنگ‌ها، کانی‌ها و فسیل‌ها قرار گرفته که این سالن نیز در نوع خود در سطح جهان از نمونه‌های ایرانی منحصر بفرد است و زیباترین و کامل‌ترین مجموعه فسیل‌ها و کانی‌ها که برای حتی هر بیننده عامی جذابیت خاص خود را دارد، قرار گرفته‌است.
در سالن صدف‌ها و مرجان‌ها ۲۲ ویترین با ۹۲۹ نمونه، سالن حشرات و پروانه‌ها ۹۵ ویترین با پنج هزار نمونه، سالن پرندگان و پستانداران ۲۸۱ ویترین با ۹۹۶ نمونه جانوری، سالن ماهیان، نهنگ و آکواریوم ۱۱۱ ویترین با ۸۰۲ نمونه، سالن خزندگان ۹۲ ویترین با ۸۳۳ نمونه و سالن زمین‌شناسی ۱۳۰ ویترین با ۳ هزار و ۶۴ نمونه و گونه به نمایش گذاشته شده‌است.
موزه تاریخ طبیعی دانشگاه بوعلی سینا از نظر تنوع گونه ای در کشور بی نظیر است.